# Katja Haß
Katja Haß (* 1968 bei Krefeld) ist eine deutsche Bühnenbildnerin.

## Leben
Haß studierte Bühnenbild und Kostümbild an der Akademie der bildenden Künste Wien. Nach dem Studium war sie Assistentin von Anna Viebrock am Deutschen Schauspielhaus Hamburg. Von 1996 bis 2000 war sie Bühnenbildnerin am Staatstheater Stuttgart. Sie arbeitete immer wieder mit dem Regisseur Stephan Kimmig. Von 2000 bis 2002 war sie Ausstattungsleiterin und Bühnenbildnerin am Thalia Theater Hamburg. Am Thalia Theater Hamburg entwarf sie die Bühnenbilder unter anderem für Nora von Henrik Ibsen, Der Bus von Lukas Bärfuss, Penthesilea von Heinrich von Kleist, Maria Stuart von Friedrich von Schiller, Endstation Sehnsucht von Tennessee Williams, Kasimir und Karoline von Ödön von Horváth und Liebe und Geld von Dennis Kelly. Von 2009 bis 2011 war sie Ausstattungsleiterin und Bühnenbildnerin am Deutschen Theater Berlin. Am Deutschen Theater Berlin entwarf sie die Bühnenbilder unter anderem für Öl von Lukas Bärfuss, Kabale und Liebe von Friedrich von Schiller, Kinder der Sonne von Maxim Gorki, Trauer muss Elektra tragen von Eugene O’Neill, Der Kirschgarten von Anton Tschechow, Ihre Version des Spiels von Yasmina Reza und In Zeiten des abnehmenden Lichts von Eugen Ruge.
1996, 2002, 2003, 2008 und 2010 wurde Haß zum Berliner Theatertreffen eingeladen. 2007 erhielt sie den Karl-Schneider-Preis. 2008 wurde sie zusammen mit ihrem Ehemann und Regisseur Stephan Kimmig mit dem 3sat-Innovationspreis ausgezeichnet.

## Inszenierungen
- 1995 Blunt oder der Gast von Karl Philipp Moritz, Staatstheater Stuttgart, Regie: Elmar Goerden (eingeladen zum Berliner Theatertreffen 1996)
- 1996 Iwanow von Anton Tschechow, Staatstheater Stuttgart, Regie: Elmar Goerden
- 1997 Maria Stuart von Friedrich von Schiller, Staatstheater Stuttgart, Regie: Elmar Goerden
- 1998 Hedda Gabler von Henrik Ibsen, Staatstheater Stuttgart, Regie: Elmar Goerden
- 2000 Der jüngste Tag von Ödön von Horváth, Staatstheater Stuttgart, Regie: Elmar Goerden
- 2000 Republik Vineta von Moritz Rinke (Uraufführung), Thalia Theater Hamburg, Regie: Stephan Kimmig
- 2001 Celebration von Harold Pinter, Thalia Theater Hamburg, Regie: Stephan Kimmig
- 2001 Thyestes von Hugo Claus, Staatstheater Stuttgart, Regie: Stephan Kimmig (eingeladen zum Berliner Theatertreffen 2002)
- 2002 Viel Lärm um nichts von William Shakespeare, Thalia Theater Hamburg, Regie: Stephan Kimmig
- 2002 Stella von Johann Wolfgang von Goethe, Deutsches Theater Berlin, Regie: Stephan Kimmig
- 2002 Nora von Henrik Ibsen, Thalia Theater Hamburg, Regie: Stephan Kimmig (eingeladen zum Berliner Theatertreffen 2003)
- 2003 Das Fest von Thomas Vinterberg und Mogens Rukov, Thalia Theater Hamburg, Regie: Stephan Kimmig
- 2004 Das goldene Vlies von Franz Grillparzer, Burgtheater Wien, Regie: Stephan Kimmig
- 2004 Hedda Gabler von Henrik Ibsen, Thalia Theater Hamburg, Regie: Stephan Kimmig
- 2005 Der Bus von Lukas Bärfuss (Uraufführung), Thalia Theater Hamburg, Regie: Stephan Kimmig
- 2005 Penthesilea von Heinrich von Kleist, Thalia Theater Hamburg und Salzburger Festspiele, Regie: Stephan Kimmig
- 2005 Buddenbrooks nach Thomas Mann von John von Düffel, Thalia Theater Hamburg, Regie: Stephan Kimmig
- 2006 Torquato Tasso von Johann Wolfgang von Goethe, Burgtheater Wien, Regie: Stephan Kimmig
- 2007 Maria Stuart von Friedrich von Schiller, Thalia Theater Hamburg, Regie: Stephan Kimmig (eingeladen zum Berliner Theatertreffen 2008)
- 2007 Die Beißfrequenz der Kettenhunde von Andreas Marber (Uraufführung), Thalia Theater Hamburg, Regie: Stephan Kimmig
- 2007 Mamma Medea von Tom Lanoye, Münchner Kammerspiele, Regie: Stephan Kimmig
- 2008 Endstation Sehnsucht von Tennessee Williams, Thalia Theater Hamburg, Regie: Stephan Kimmig
- 2008 Kasimir und Karoline von Ödön von Horváth, Thalia Theater Hamburg, Regie: Stephan Kimmig
- 2009 Liebe und Geld von Dennis Kelly, Thalia Theater Hamburg, Regie: Stephan Kimmig (eingeladen zum Berliner Theatertreffen 2010)
- 2009 Öl von Lukas Bärfuss (Uraufführung), Deutsches Theater Berlin, Regie: Stephan Kimmig
- 2009 Don Giovanni von Wolfgang Amadeus Mozart, Bayerische Staatsoper München, Regie: Stephan Kimmig
- 2009 Die Tote Stadt von Erich Wolfgang Korngold, Oper Frankfurt, Regie: Anselm Weber
- 2010 Kabale und Liebe von Friedrich von Schiller, Deutsches Theater Berlin, Regie: Stephan Kimmig
- 2010 Die Jüdin von Toledo von Franz Grillparzer, Burgtheater Wien, Regie: Stephan Kimmig
- 2010 Kinder der Sonne von Maxim Gorki, Deutsches Theater Berlin, Regie: Stephan Kimmig
- 2011 Über Leben von Judith Herzberg, Deutsches Theater Berlin, Regie: Stephan Kimmig
- 2011 Der Fall der Götter von Luchino Visconti, Deutsches Schauspielhaus Hamburg, Regie: Stephan Kimmig
- 2011 Trauer muss Elektra tragen von Eugene O’Neill, Deutsches Theater Berlin, Regie: Stephan Kimmig
- 2011 Atropa. Die Rache des Friedens. Der Fall Troja von Tom Lanoye, Münchner Kammerspiele, Regie: Stephan Kimmig
- 2012 Der Kirschgarten von Anton Tschechow, Deutsches Theater Berlin, Regie: Stephan Kimmig
- 2012 Ödipus Stadt nach Sophokles, Euripides und Aischylos, Deutsches Theater Berlin, Regie: Stephan Kimmig
- 2012 Ihre Version des Spiels von Yasmina Reza (Uraufführung), Deutsches Theater Berlin, Regie: Stephan Kimmig
- 2013 In Zeiten des abnehmenden Lichts von Eugen Ruge, Deutsches Theater Berlin, Regie: Stephan Kimmig
- 2013 Plattform von Michel Houellebecq, Münchner Kammerspiele, Regie: Stephan Kimmig

## Auszeichnungen
- 2007 Karl-Schneider-Preis
- 2008 3sat-Preis für Maria Stuart
- 2022 Deutscher Theaterpreis Der Faust in der Kategorie Raum für Die Träume der Abwesenden am Residenztheater München[1]